# Amphiledorus
Amphiledorus is een geslacht van spinnen uit de familie Zodariidae.

## Soorten
Het geslacht kent de volgende soorten:
- Amphiledorus adonis Jocqué & Bosmans, 2001
- Amphiledorus balnearius Jocqué & Bosmans, 2001
- Amphiledorus histrionicus (Simon, 1884)
- Amphiledorus ungoliantae Pekár & Cardoso, 2005